# Élections provinciales de 2024 au Khyber Pakhtunkhwa
Les élections provinciales de 2023 au Khyber Pakhtunkhwa ont lieu le 8 février 2024 afin de renouveler les élus de l'Assemblée provinciale de la province pakistanaise du Khyber Pakhtunkhwa.
Le scrutin provincial est l'objet d'une intense lutte politique dans le contexte d'une importante crise politique au niveau national, à l'issue de laquelle des élections législatives sont organisées le même jour.

## Contexte

### National
Les élections ont lieu dans le sillage d'une importante crise politique nationale ayant vu la perte du pouvoir par le Premier ministre et dirigeant du Mouvement du Pakistan pour la justice (PTI) Imran Khan, remplacé par le chef de l'opposition Shehbaz Sharif, de la Ligue musulmane du Pakistan (N). La tentative d'Imran Khan de convoquer des élections anticipées avant le vote d'une motion de censure est invalidée par la Cour suprême, ce qui conduit au vote de la motion début avril 2022,.
Les évènements provoquent d'importantes manifestations organisées par Imran Khan, qui reste toujours populaire auprès de larges pans de la population,. Le 3 novembre 2022, il est victime d'une tentative d'assassinat à Wazirabad au cours de laquelle il est blessé par balle à la jambe. Il accuse Shehbaz Sharif d'en être responsable
Imran Khan ayant été déclaré inéligible après une condamnation pour corruption, la commission électorale exige du PTI la tenue d'élections primaires internes pour le remplacer à la tête du parti. A défaut, le PTI risque alors de perdre son symbole électoral, la Batte de cricket. Or, la possession d'un symbole électoral fait partie des conditions obligatoires pour participer aux législatives. Gohar Khan est élu chef du parti le 3 décembre.
La commission électorale invalide cependant la primaire, empêchant ainsi le parti de participer au scrutin. Le 26 décembre 2023, la Haute Cour de justice de Peshawar suspend la décision de la commission et rétablit le symbole électoral, en attendant un examen sur le fond par la Cour suprême du Pakistan. Rendu le 13 janvier 2024, celui-ci voit la Cour suprême confirmer la décision de la commission électorale. Le PTI est ainsi de facto interdit de concourir, tous ses candidats se voyant contraints de soumettre leur candidature en tant qu'indépendants,. La décision de la cour est décrite par plusieurs experts en droit comme un « coup porté aux droits fondamentaux » et une « une défaite pour les normes démocratiques ».
Entre-temps, le 31 décembre 2023, la commission électorale rejette les candidatures aux législatives d'Imran Khan ainsi que celles de plusieurs dirigeants, sur la base de leurs condamnations par la justice. Le 30 janvier 2024, moins de dix jours avant le scrutin, il est condamné pour divulgation de secrets d'État à dix ans de prison ferme et à cinq ans d'inéligibilité en compagnie de l'ancien ministre des Affaires étrangères et vice-président du PTI Shah Mehmood Qureshi. Le lendemain, il est condamné à 14 ans de prison ferme et à cinq ans d'inéligibilité dans une autre affaire de corruption en compagnie de son épouse.

### Provincial
Le 18 janvier 2023, à la demande d'Imran Khan qui souhaite faire pression sur le gouvernement pour organiser les élections législatives pakistanaises de 2023 de manière anticipée, le ministre en chef Mahmood Khan dissout l'assemblée provinciale. Les élections doivent alors avoir lieu dans les 90 jours, soit au plus tard le 20 avril 2023,. Muhammad Azam Khan est désigné le 20 janvier 2023 ministre en chef par un accord entre le ministre en chef et le chef de l'opposition sortants du Khyber Pakhtunkhwa.
Le 20 février, la situation conduit le président Arif Alvi à fixer unilatéralement le scrutin au 9 avril. Le 1er mars, La Cour suprême juge sa décision inconstitutionnelle par trois voix contre deux. Le 15 mars 2023, le gouverneur fixe la date du scrutin au 28 octobre.
Le gouvernement démissionne le 12 août sur instruction de la commission électorale à la suite d'un recours des députés sortants de l'Assemblée provinciale  membres du PTI accusant les membres du gouvernement de partialité et d'interférences sur le scrutin à venir au profit du Mouvement démocratique pakistanais. Un nouveau gouvernement est formé le 19 août,.
Le 11 novembre, Azam Khan meurt à 89 ans. Arshad Hussain Shah lui succède le lendemain, après consultation du ministre en chef et du chef de l'opposition de l'ancienne législature. Un recours est déposé à la suite de cette nomination.

## Système électoral

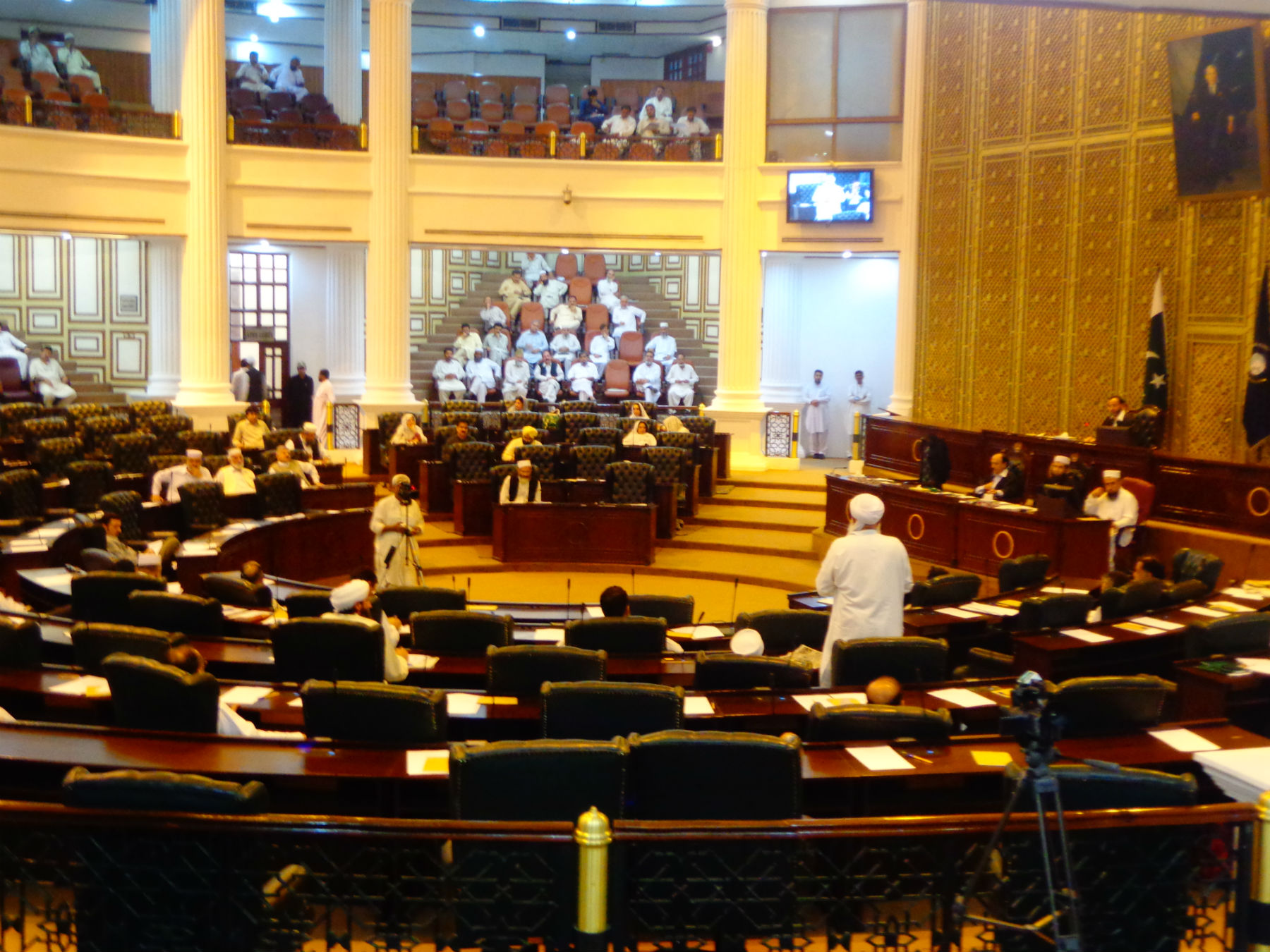
Intérieur de l'Assemblée provinciale à Peshawar.

L'Assemblée provinciale de Khyber Pakhtunkhwa est composée de 145 sièges pourvus pour cinq ans dont 115 au scrutin uninominal majoritaire à un tour. Ces membres élus au scrutin direct élisent à leur tour 26 sièges réservés à des femmes et 8 sièges réservés à des minorités religieuses non-musulmanes. Ces sièges sont répartis à la proportionnelle entre tous les partis ayant remporté un minimum de 5 % des voix au scrutin direct, mais répartis en proportion du nombre de sièges déjà obtenus et non en proportion des voix, de manière à laisser inchangé le résultat du vote populaire,.

## Résultats
| Partis                    | Partis                                                       | Votes      | %     | +/-  | Sièges | Sièges   | Sièges   | Sièges | Sièges        |  |
| Partis                    | Partis                                                       | Votes      | %     | +/-  | Élus   | Réservés | Réservés | Total  | +/-           |  |
| Partis                    | Partis                                                       | Votes      | %     | +/-  | Élus   | Fem.     | Min.     | Total  | +/-           |  |
| ------------------------- | ------------------------------------------------------------ | ---------- | ----- | ---- | ------ | -------- | -------- | ------ | ------------- |  |
|                           | Indépendants                                                 | 3 160 946  | 38,44 | 6,12 | 91     | 0        | 0        | 90     | 88            |  |
|                           | Jamiat Ulema-e-Islam (JUI-F)                                 | 1 269 230  | 15,44 | N/a  | 7      | 12       | 0        | 19     | 6             |  |
|                           | Istehkam-e-Pakistan Party (IPP)                              | 1 205 007  | 14,65 | Nv   | 0      | 0        | 0        | 0      | en stagnation |  |
|                           | Parti national Awami (ANP)                                   | 695 738    | 8,46  | 1,88 | 1      | 1        | 0        | 2      | 7             |  |
|                           | Ligue musulmane du Pakistan (N) (PML(N))                     | 625 515    | 7,61  | 2,86 | 5      | 10       | 0        | 15     | 9             |  |
|                           | Parti du peuple pakistanais (PPPP)                           | 510 982    | 6,61  | 3,06 | 4      | 7        | 0        | 11     | 6             |  |
|                           | Jamaat-e-Islami (JI)                                         | 436 383    | 5,31  | N/a  | 3      | 0        | 0        | 3      | 10            |  |
|                           | Mouvement du Pakistan pour la justice-Parlementaires (PTI-P) | 319 026    | 3,88  | Nv   | 1      | 1        | 0        | 2      | 2             |  |
|                           | Tehreek-e-Labbaik Pakistan (TLP)                             |            |       |      | 0      | 0        | 0        | 0      | en stagnation |  |
|                           | Grande alliance démocratique (GDA)                           |            |       |      | 0      | 0        | 0        | 0      | en stagnation |  |
|                           | Mouvement Muttahida Qaumi (MQM)                              |            |       |      | 0      | 0        | 0        | 0      | en stagnation |  |
|                           | Ligue musulmane du Pakistan (Q) (PML)                        |            |       |      | 0      | 0        | 0        | 0      | en stagnation |  |
|                           | Parti baloutche Awami (BAP)                                  |            |       |      | 0      | 0        | 0        | 0      | en stagnation |  |
|                           | Parti national baloutche (BNP)                               |            |       |      | 0      | 0        | 0        | 0      | en stagnation |  |
|                           | Ligue musulmane Awami du Pakistan                            |            |       |      | 0      | 0        | 0        | 0      | en stagnation |  |
|                           | Jamhoori Wattan (JWP)                                        |            |       |      | 0      | 0        | 0        | 0      | en stagnation |  |
|                           | Autres partis                                                |            |       | –    |        |          |          |        | –             |  |
|                           | Sièges non pourvus                                           | –          | –     | –    | 3      | 0        | 8        | 11     | –             |  |
|                           |                                                              |            |       |      |        |          |          |        |               |  |
| Votes valides             |                                                              |            |       |      |        |          |          |        |               |  |
| Votes blancs et invalides |                                                              |            |       |      |        |          |          |        |               |  |
| Total                     | Total                                                        |            | 100   | –    | 115    | 26       | 8        | 145    | 21            |  |
| Abstention                |                                                              |            |       |      |        |          |          |        |               |  |
| Inscrits / participation  | Inscrits / participation                                     | 21 928 119 |       |      |        |          |          |        |               |  |

## Suites
Le Mouvement du Pakistan pour la justice, par l'intermédiaire de ses candidats élus comme indépendants, conserve la majorité absolue des sièges. Quatre membres du parti briguent le poste de ministre en chef. Il s'agit d'Ali Amin Gandapur, Akbar Ayub, Mushtaq Ghani et Aqibullah Khan. Le 13 février, Imran Khan choisit Gandapur. Il annonce par ailleurs l'alliance du PTI avec Jamaat-e-Islami.
Le 17 février, un indépendant rejoint la PML-N.
L'Assemblée est inaugurée le 28 février. Le 29 février, Babar Saleem Swati est élu président, et Surraya Bibi Chitral vice-présidente. Gandapur est élu le 1er mars.
Les députés du PTI rejoignent les rangs du Sunni Ittehad Council. La commission électorale a confirmé la possibilité d'obtenir ces sièges, puisque le parti n'a pas présenté de liste pour les sièges réservés, bien que ça n'ait jamais eu lieu par le passé malgré les ralliements. Le doute subsiste puisque le parti n'a pas participé au scrutin. Le 4 mars, arguant que le parti n'a pas présenté de candidat lors du scrutin, ni publié la liste des candidats aux sièges réservés en décembre 2023, la commission électorale rejette la demande du SIC d'obtenir les sièges réservés et décide de les accorder aux autres partis.